# 安古西亚纳
安古西亚纳，是西班牙拉里奥哈自治区的一个市镇。总面积5平方公里，总人口328人（2001年），人口密度66人/平方公里。